# John Ingvar Lövgren
John Ingvar Lövgren, senare Andersson, född 22 oktober 1930 i Norrköping, död 9 februari 2002 i Stockholm, i cancer och begravd 9 april 2002 på Sala nya kyrkogård var en svensk seriemördare och våldtäktsman. Han erkände fyra mord begångna mellan 1958 och 1963 och dömdes för tre av dem till sluten rättspsykiatrisk vård på Salberga. Han gick ofta under namnet Flickmördaren med anledning av sina sista mord på två småflickor, som blev mycket uppmärksammade i media. Han var vid sin död utskriven med anledning av sitt mycket dåliga hälsotillstånd.

## Biografi
John Ingvar Lövgrens uppväxt var tragisk. Bägge föräldrarna avled när han var mycket ung och han blev satt i fosterhem. I vuxen ålder gjorde han sig känd för att ofta dricka sig redlös och blotta sig för kvinnor, vilket han dömdes för vid flera tillfällen. Han var med anledning av detta inskriven på mentalsjukhus i olika omgångar mellan åren 1953 och 1961. Polisen beskrev Lövgren som barnslig och svagsint, förmodligen lätt förståndshandikappad. Under tiden för morden arbetade Lövgren till vardags som trädgårdsmästare. Efter det sista mordet på Ann-Kristin Svensson i september 1963 kunde hennes lekkamrater peka ut Lövgren som gärningsman. Han hade därtill under sin flykt från brottsplatsen slängt ut spår i form av Ann-Kristins kläder i desperata försök att göra sig av med dem. Dessa spår kunde leda polisen till Lövgrens bostadsområde. 
Efter att Lövgren hade gripits erkände han ytterligare ett mord: det ouppklarade mordet på 26-åriga Agneta Nyholm i Fruängen i juni 1958. Trots att mycket talade för att Lövgren sannolikt även mördade Agneta Nyholm väcktes aldrig åtal mot honom för detta mord, som officiellt förblev olöst men betraktades som polisiärt uppklarat efter Lövgrens erkännande.
Romanen Mannen på balkongen (1967) av Sjöwall Wahlöö är baserad på John Ingvar Lövgren och dennes gärningar.

## Mordoffer
- Agneta Nyholm (26) mördades natten till den 27 juni 1958 i källaren till det hyreshus där hon bodde i Fruängen. Lövgren blev trots sitt erkännande och flera bevis aldrig åtalad för detta mord som preskriberades 1973. Polisen har dock betraktat det som uppklarat med Lövgren som gärningsman.
- Greta Löfgren (62) mördades i november 1962 i sitt hem på Kungsholmen.
- Berit Glesing (6) våldtogs och mördades den 12 augusti 1963 i Vita bergen på Södermalm.
- Ann-Kristin Svensson (4) våldtogs och mördades den 2 september 1963 i Aspudden.